# Бундюр (село)
Бундю́р — село в Чаинском районе Томской области, Россия. Входит в состав Усть-Бакчарского сельского поселения.

## История
В низовьях р. Парбиг, на левом берегу, в районе современного с. Бундюр располагался исторический населённый пункт южных селькупов — юрты Улуспаевы (Улыспаевы, Кынджаровы, Изунгуровы). Коренные жители — селькупы Улуспаевы. Упоминаются в метрических книгах Ново-Ильинской церкви. В переписи 1897 г. посёлок не был отмечен. Также напротив устья р. Бундюр в начале XX в. отмечено ещё одно место проживания селькупов — заимка Читкесова.
Основано в 1916 году. По данным на 1926 года заимка Бундюр состояла из 7 хозяйств, основное население — русские. В административном отношении входила в состав Бакчарского сельсовета Чаинского района Томского округа Сибирского края.

### Археология
Бундюрские находки. По реке Бундюр, в 30 км от села Подгорного, доктором Л. Н. Зинченко не позднее начала XX в. было собрано у местного населения бронзовое ажурное литьё. Отсюда происходят следующие предметы: медный тигель, железный наконечник копья со втулкой, медное изображение лица человека, увенчанное головами лося, миниатюрная ваза «скифского» типа и др. предметы. Предметы хранятся в Томском областном музее.

## Население
| 1926 | 1931 | 1940 | 1956 | 1995 | 1996 | 1997 |
| ---- | ---- | ---- | ---- | ---- | ---- | ---- |
| 31   | ↗65  | ↗598 | ↘410 | ↗502 | ↗503 | ↘484 |
| 1998 | 1999 | 2002 | 2010 | 2012 | 2013 | 2014 |
| ↘442 | ↗448 | ↘394 | ↘292 | ↘275 | ↘269 | ↘258 |
| 2015 | 2021 |      |      |      |      |      |
| ↗260 | ↘167 |      |      |      |      |      |

Национальный состав
Согласно результатам переписи 2002 года, в национальной структуре населения русские составляли 91 %.